# Muzeul de artă populară „Nicolae Popa” din Târpești
Muzeul de artă populară „Nicolae Popa” este un muzeu privat etnografic situat în localitatea Târpești din comuna Petricani, județul Neamț, fondat în anul 1964 de către artistul popular Nicolae Popa. Colecțiile sale, pe lângă exponate etnografice cuprind și lucrări de artă populară, precum și lucrări de artă naivă.

## Istoricul
Muzeul a fost creat de către Nicolae Popa prin eforturi proprii, în curtea casei sale. Colaborator pe plan local al arheologilor, creator de costume și măști pentru teatrul popular și culegător de folclor, precum și creator de versuri pentru teatrul de amatori, Popa, căruia îi plăceau datinile și obiceiurile românești, a dorit să-și aducă aportul la conservarea  tradițiilor și a istoriei naționale.
Ideea muzeului i-a venit lui Popa în anii 1960, în contextul în care lumea satului românesc se moderniza, iar caracterul tradițional al acesteia era în regres. Deși cei din jurul său erau la început sceptici în ce privește utilitatea unui asemenea demers, începutul a fost făcut prin colectarea unor exponate de care oamenii nu mai aveau nevoie. Muzeul propriu zis s-a deschis astfel în anul 1965 (1964 după o altă sursă), funcționând până în anul 1977 (1976 după o altă sursă) în vechea clădire de serviciu a învățătorului satului, clădire reparată și reamenajată de Popa pentru a-i putea adăposti colecția. Dat fiind că exponatele meșterului popular au atras vizitatori, opinia oamenilor locului treptat s-a schimbat, astfel că aceștia au început să-l ajute pe artist să-și extindă baza materială, prin donații de obiecte pretabile de a fi integrate colecțiilor.
Pe de altă parte, participând la diverse expoziții și târguri, Popa a a reușit să facă rost de bani pe care să-i direcționeze pentru achiziționarea de noi exponate și pentru construirea unor incinte destinate acestora, din vânzarea propriilor sale lucrări de artă naivă. Dat fiind că dimensiunea colecțiilor se extinsese, Popa a construit astfel în propria a curte o nouă clădire cu rol de spațiu expozițional, clădire pe care a pus-o în circuit în 1977. Astfel cum au fost gândite, cele două clădiri (cea nouă și casa bătrânească a artistului) urmau să aibă destinații diferite: cea nouă a fost destinată inventarului colecționat, iar cea veche celor făurite de însuși meșterul Popa. Inițial din casa nouă au fost folosite pentru muzeu doar patru camere și un hol, adăugându-se ulterior încă două camere și un al doilea hol. Cu timpul, extinderea a continuat.
În momentul în care Popa a decis să-și organizeze propria curte astfel încât să poată primi vizitatori, a înconjurat-o cu un gard împletit și în 1974, a hotărât să-i facă o poartă care să fie compatibilă cu demersul său expozițional. Ulterior în anul 1976, a fost inaugurată o nouă clădire. În acest timp, soția l-a ajutat în activitatea de organizare a vizitatorilor. Regimul comunist, interesat de potențialul turistic, a sprijinit activitatea respectivă.
În anii 1980, afluxul de turiști a atins cote foarte mari. Conform spuselor lui Nicolae Popa, în fața casei din Târpești parcau câte 300 de autocare pe an. Ulterior după Revoluția Română din 1989, numărul de turiști a scăzut considerabil, predominând actual cei străini.

## Muzeul
Muzeul era la nivelul anului 2014, cel mai mare muzeu privat de artă din România, proprietar actual fiind Dumitru Popa, fiul Lui Nicolae Popa.
Expoziția are caracter permanent. Ghidajul în interior este asigurat de un membru ale familiei.
Calea de acces spre locație este modernizată, Există în apropiere o parcare, precum și un pod de acces în fața casei.

### Incinta
În curtea îngrădită cu un gard de nuiele, o alee străjuită de amble părți de pomi și de statui de lemn sau piatră, statui care de altfel decorează toată curtea, conduce la casă tradițională care a aparținut meșterului Popa. Casei vechi i se alătură un pavilion special construit, pentru ca împreună să asigure tuturor exponatelor 14 camere. Curtea este și ea, de asemenea, folosită ca spațiu expozițional.
Casa bătrânească a meșterului, veche de un secol și provenită de la părinții săi, este compusă din două camere și o tindă. Cele două case sunt construite conform stilului arhitectural tradițional al zonei.
Poarta, sculptată tot de Nicolae Popa, are 3 stâlpi care întruchipează familia formată atât din părinții, cât și din fiul care duce mai departe numele. Între stâlpi, se află rigle cu alte personaje ale familiei.
În curte, conturată în perioada anilor 1970-1980, se află lucrări sculptate de dimensiuni mai mari, aranjate pe două șiruri: un autoportret, un dorobanț, un dac și un roman împreună cu soțiile lor, care întruchipează etnogeneza poporului român, precum și diferite personaje din lumea satului, din povești sau din legende, ori personaje istorice. Aceste sculpturi au aspect de totemuri și au ca sursă de inspirate arta primitivă, cu care Popa a intrat în contact în timpul săpăturilor arheologice. Ele combină elemente de artă neolitică, cu motive tradiționale românești.

### Colecțiile
Sunt expuse peste 3.000 de exponate, grupate în câteva fonduri distincte:
- Arheologie: exponate provenite din săpăturile organizate pe plan local și în zone învecinate de Institutul de Arheologie „Vasile Pârvan” și Muzeul de Istorie din Piatra Neamț.
- Numismatică
- Etnografie locală
- Icoane și obiecte de cult
- Pictura naivă românească
- Sculptură naivă: exponate realizate chiar de  Nicolae Popa

Se găsesc astfel aici: măști, costume și alte obiecte de îmbrăcăminte ori de artă populară, împletituri, sculpturi în piatră și lemn, obiecte casnice, instrumente și unelte asociate cu diverse profesii sau cu activitatea de petrecere a timpului liber, instrumente muzicale, ouă încondeiate, ceramică, icoane pictate pe lemn și pe sticlă alături de obiecte de cult religios, monede, insigne și decorații, tablouri și fotografii vechi ori diverse arme. O parte dintre obiecte sunt realizate de însuși Nicolae Popa și de soția acestuia, iar altele sunt colecționate de la sătenii din regiune.
O parte din colecția de bundițe este expusă într-una dintre camerele din casa veche. Aici sunt expuse și fotografii de familie. În a doua încăpere sunt expuse atât o parte dintre costumațiile de anul nou, cât și costumațiile folosite cu ocazia Betleemului (Viflaimului), măști antropomorfe și zoomorfe, precum și lucrări în lemn, ceramică și piatră ale artistului. Se găsesc astfel aici linguri și furculițe cu rol decorativ, ori personaje din lumea satului sau din teatrul popular, sculptate în lemn, precum și sculpturi în gresie.
În casa nouă:
- în holul de la intrare sunt expuse o parte din diplomele primite de artist la diverse manifestări la care a participat, împreună cu fotografii ale acestuia împreună cu soția sa sau cu membrii formațiilor populare al căror component a fost artistul. De asemenea, tot aici se află un punct de vânzare pentru turiștii interesați să cumpere diverse obiecte.[6]
- una dintre camere conține vestigii arheologice, precum și piese numismatice sau arme (baionete, săbii, ori arme folosite de obștile sătești).[6]
- trei camere sunt destinate colecției etnografice: una expune obiecte folosite de ciobani și agricultori,[6] care se regăsesc și în a doua cameră alături de obiecte de podoabă (cum ar fi inele sau paftale), tabachere și decorații. Cea de-a treia cameră este destinată obiectelor folosite de dulgheri și fierari, precum și obiectelor de iluminat sau unor obiecte folosite în gospodărie pentru prepararea primară a hranei sau păstrarea proviziilor. Tot aici se găsește și o mică colecție de ouă încondeiate.[7]
- o altă cameră expune costume tradiționale folosite în zilele de sărbătoare, batiste, accesorii de port popular (cum ar fi chimire sau opinci), lăzi de zestre cu incizii sau pictate.[7]
- una dintre camere expune obiecte folosite la țesut, precum și la prelucrarea inului și cânepii.[7]
- altă cameră expune icoane (majoritatea adunate de pe plan local, dar și icoane aparținând unei catapetesme ale unei biserici dintr-un sat vecin), o evanghelie de la Mănăstirea Neamț din anul 1821 și o față de masă de altar. În aceeași cameră se mai găsesc și diverse obiecte tehnice gospădărești.[17]
- un alt hol, deține picturi naive.[17]
- conform Institutului de Memorie Culturală, în prezent mai există încă două camere, ridicând totalul incintelor la 14[2], dar numai 12 sunt deschise publicului.[18] (există două camere mai mici, într-o latură a curții, unde au locuit Nicolae Popa și soția sa).[15]